# Делийский университет
Делийский университет (англ. University of Delhi, хинди दिल्ली विश्वविद्यालय) — государственный университет в г. Дели, Индия. Один из самых известных и престижных индийских вузов. Основан в 1922 году. Имеет два кампуса: один в северной, другой — в южной части Дели. Ректором университета является действующий вице-президент Индии (по данным на 2012 год им был Мохаммад Хамид Ансари). В мировом рейтинге QS World University Rankings за 2011 год Делийский университет занял 398 место.

## Известные выпускники и преподаватели
- Брауэн, Мартин
- Ваджпейи, Кайлаш
- Гопал Кришна Госвами
- Дикшит, Шейла
- Кумар, Мейра
- Малхотра, Аджай
- Палат, Мадхаван Кежкепат — индийский специалист европейской и российской истории
- Хан, Шахрух
- Саини, Сону